# Motuokino Island
Motuokino Island, auch Shag Rock genannt, ist eine kleine Insel im Hauraki Gulf, im Norden der Nordinsel von Neuseeland.

## Geographie
Motuokino Island befindet sich an der Westküste der Coromandel Peninsula, rund 9,35 km westlich von Coromandel. Zum Festland trennt die Insel rund 4,8 km in Nordost-Richtung, wovon ein Teil zum Hautapu Channel gehört. Die Insel besitzt eine Länge von rund 135 m in Ost-West-Richtung und eine maximale Breite von rund 90 m in Nord-Süd-Richtung. Sie kommt dabei auf eine Gesamtfläche von 0,95 Hektar und misst etwas über 40 m Höhe.
Die nächstliegende Nachbarinsel Motuoruhi Island befindet sich rund 650 m in nordöstlicher Richtung und die im Verhältnis zu Motuokino Island nahezu gleich große Motukaramea Island liegt rund 1,06 km in ostnordöstlicher Richtung. Waimate Island, als größte Insel der Inselansammlung in dem Gebiet liegt knapp 2 km ostsüdöstlich entfernt.